# Radovlja
Radovlja este o localitate din comuna Šmarješke Toplice, Slovenia, cu o populație de 152 de locuitori.